# ル・クルーゼ
ル・クルーゼ（フランス語: LE CREUSET）は、鍋などキッチンウェアの商標。日本ではル・クルーゼジャポンが保有している。
商品としてのル・クルーゼは、フランスのLE CREUSET社が作る特殊な複数層ホーロー加工の鍋などの製品群を指す。特長としては熱が逃げにくく、焦げにくく、材料を入れても温度が下がりにくいといった長所を持っている。現在、多くの料理愛好家などに親しまれている用品である。

## 創業
北フランスはその地理的条件、土壌や気候から200年以上も前18世紀ごろから、鋳物製品が作られている土地だが、その北フランスのエーヌ県、サン=カンタン市郊外の小さな町、フレノワ・ル・グランに、ル・クルーゼ本社はある。
この地に工場を構えたル・クルーゼ社の創業は1925年。「クルーゼ」とは、フランス語で「坩堝」を意味する。高熱でどろどろに溶かした鋳鉄を型に流し込む製法を表している「クルーゼ」に定冠詞の「ル」をつけて「ル・クルーゼ」の社名は誕生した。
それ以来、機能的かつ美しいキッチンウエアを作ることをモットーに、さまざまな種類の鋳物ホーロー製品を生み出している。

## 第二次世界大戦後の浸透

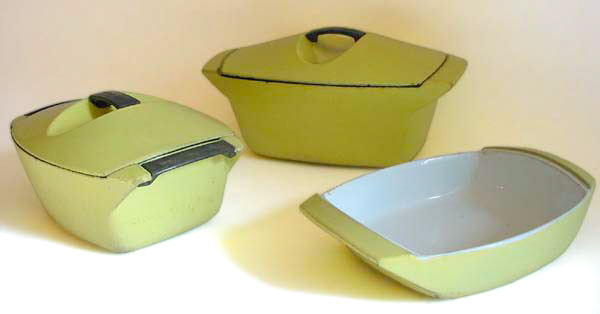
コケル

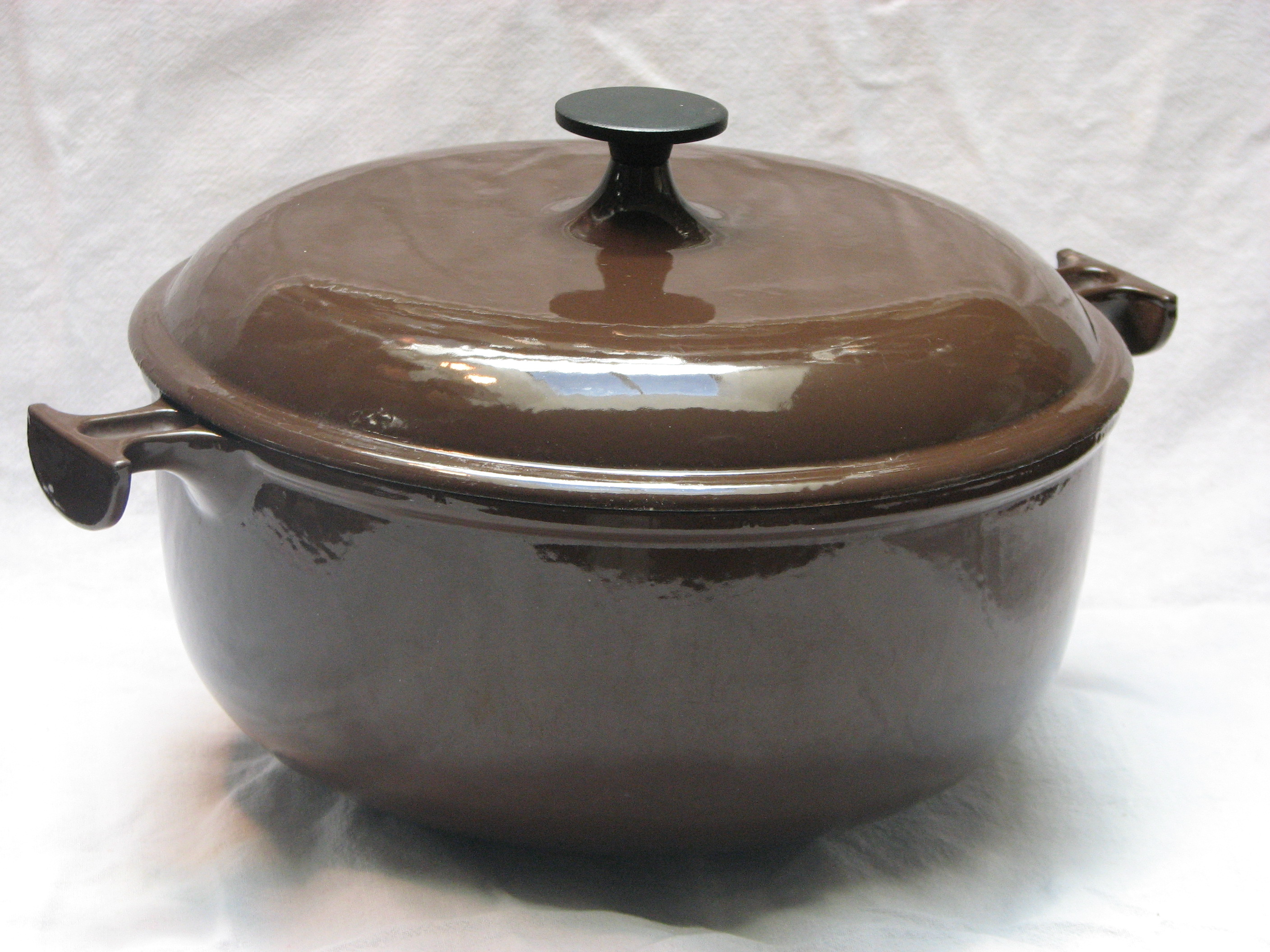
ママ

フランス生まれのル・クルーゼだが、第二次世界大戦後、1950年代にはフランスだけでなく、ヨーロッパやアメリカなどの海外市場へも進出を開始した。「グリル」のファーストモデルの発表、キッチンウェアにファッション的な要素を取り入れた“イエロー”色を発表し、高い人気を博したのも1950年代である。同時に、1957年にはフランスの老舗鋳物工場でライバル企業だった「クーザンス」社（Les Hauts Fourneaux Cousances）を買収。1958年には“インダストリアルデザインの父”と呼ばれるフランス系アメリカ人、レイモンド・ローウィがデザインした「コケル」という両手鍋も発表。この「コケル」はル・クルーゼ社設立80周年を記念し、2005年に復刻版が発売された。
1960年代には「フォンデュ」を発表し、1970年代にはイタリアの著名デザイナー、エンゾ・マリがデザインする「ママ」を発表するほか、アメリカに子会社を設立。以降、本格的に海外に進出し、イギリス、ドイツ、スイス、スペイン、イタリア、香港、韓国、シンガポールなどに支社を設立。日本支社である、ル・クルーゼ ジャポン株式会社の設立は1991年。
1991年には、世界でもっとも優れたワインオープナーと評価されている「スクリュープル」をアメリカのハーレン社より買収し、1999年にはストーンウエアの発売を開始するなど、“キッチンからテーブルまで”をコンセプトに、ウエアをトータルにコーディネイトのできるブランドとして成長し、世界約50か国以上に輸出され、プロである料理人から一般家庭まで、幅広く使われている。